# Бревард
Бревард (англ. Brevard) — город в Северной Каролине, США, административный центр округа Трансилвейния.

## История
Город появился в 1861 году одновременно с образованием округа Трансилвейния, как его административный центр. Своё название он получил в честь полковника Эфраима Бреварда, доктора медицины, известного ветерана Войны за независимость США. Бревард расположен у входа в Национальный лес Фасга и является популярным центром туризма и культурного отдыха в западной части Северной Каролины. Умеренный климат, красивая природы и обилие культурных мероприятий привлекают сюда много туристов пенсионного возраста.

## География
По данным Бюро переписи населения США, общая площадь города составляет 13,86 км².

## Демография
По переписи 2010 года, общая численность населения составила 7609 человек.
Распределение населения по расовому признаку:
- белые — 83,3 %
- афроамериканцы — 11,0 %
- коренные народы США — 0,3 %
- азиаты — 1,0 %
- латиноамериканцы — 3,7 % и др.

## Города-побратимы
- Пьетроаса[вд], Румыния